# マリオ・テスティーノ

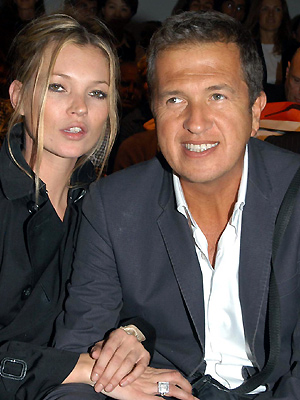
ケイト・モスとマリオ・テスティーノ

マリオ・エドゥアルド・テスティーノ・シルバ（Mario Eduardo Testino Silva OBE、1954年 - ）はペルー出身・イギリス在住の写真家。

## 経歴
イタリア人の父とアイルランド人の母のもとにペルーのリマで生まれる。大学卒業後の1976年にイングランド・ロンドンに移住し、ヴォーグやヴァニティ・フェアの写真家として活躍。ダイアナ妃のポートレートで名を馳せ、その後キャメロン・ディアス、グウィネス・パルトロウといった女優、ケイト・モスやクラウディア・シファーなどのモデル、マドンナやジャネット・ジャクソンなどの歌手を筆頭にたくさんのセレブリティに指名されて仕事をするようになった。マーガレット・サッチャーの写真も撮影した。現在もロンドン拠点にバーバリー、グッチ、エスティ・ローダー、ドルチェ&ガッバーナなど数多くのブランドの撮影を担当している。